# Neoserica curticrus
Neoserica curticrus är en skalbaggsart som beskrevs av Moser 1915. Neoserica curticrus ingår i släktet Neoserica och familjen Melolonthidae. Inga underarter finns listade i Catalogue of Life.